# 김상호 (희극인)
김상호(1964년 7월 23일 ~ )는 대한민국의 개그맨이다.

## 학력
- 진흥중학교 졸업
- 광주송원고등학교 졸업
- 조선대학교 경제학과 졸업

## 생애
광주광역시에서 태어났고 1984년 MBC 코미디탤런트 5기로 데뷔했다. 별명이 "미스터 뚱"으로 유명하다.

## 출연
- 웃으면 복이와요 (MBC)
- 일요일 밤의 대행진 (MBC)
- 폭소대작전 (MBC)
- 청춘만만세 (MBC)
- 천하한마당 (MBC)
- 야! 일요일이다 (MBC)
- 일요일 일요일 밤에 (MBC)
- 토요일 토요일은 즐거워 (MBC)
- 화요일에 만나요 (MBC)
- 내고향 좋을씨고 (MBC)
- 12시 올스타쇼 (MBC)
- 청춘행진곡 (MBC)
- 코미디 세상만사 (MBC)
- 유쾌한 스튜디오 (MBC)
- 밤으로 가는 쇼 (KBS2)
- 코미디 임꺽정 (MBC)
- 코미디 세계사 (MBC)
- TV 중계차 고향을 달린다 (MBC)
- 아침이 좋다 (MBC)
- TV로 보는 세계 (MBC)
- 행복충전! 유쾌한 일요일 (MBC)
- 개그사냥 (MBC)
- 코미디 닷컴 (MBC)

## 광고
- 롯데 회오리바
- LG 25

## 수상
- 1988년 MBC 연기대상 코미디부문 신인상
- 1992년 MBC 방송대상 코미디부문 우수상
- 2007년 MBC 방송연예대상 공로상